# Iwan Sergejewitsch Aksakow

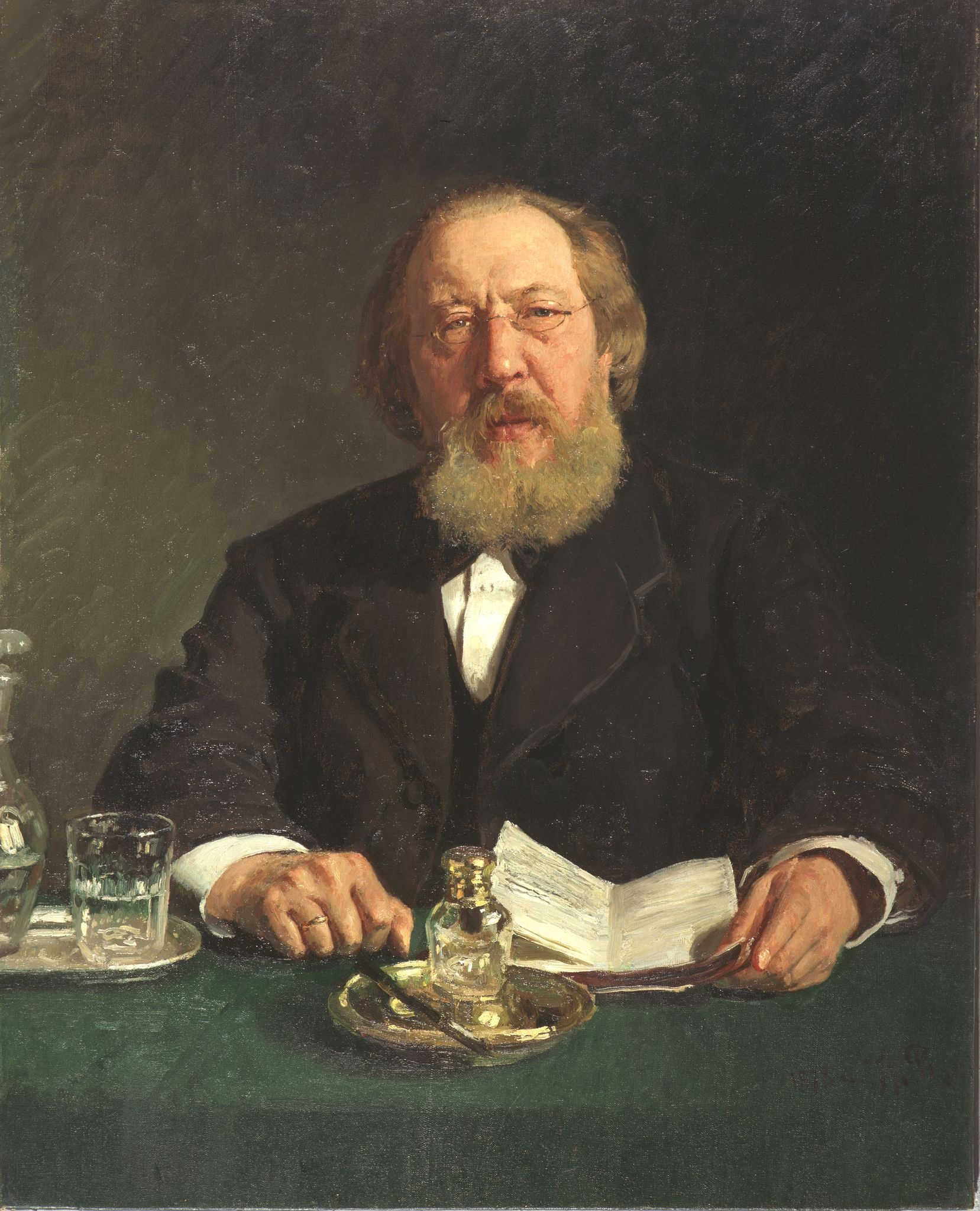
Porträt von Ilja Repin.

Iwan Sergejewitsch Aksakow (russisch Иван Сергеевич Аксаков, wiss. Transliteration Ivan Sergeevič Aksakov; * 26. Septemberjul. / 8. Oktober 1823greg. in Nadeschdino, Gouvernement Ufa; † 27. Januarjul. / 8. Februar 1886greg. in Moskau) war ein russischer Schriftsteller und einflussreicher Slawophiler. Er war Sohn des Schriftstellers Sergei Aksakow und jüngerer Bruder von Konstantin Aksakow. 
Iwan Aksakow nahm am Krimkrieg teil. Während des Russisch-Osmanischen Krieges verbreitete er in der Presse die Idee des Panslawismus. Dmitri Swjatopolk-Mirski beschrieb ihn als wichtigsten russischen Journalisten, nach Alexander Herzen. Aksakow schrieb auch die erste Biographie über seinen Schwiegervater, den slawophilen Dichter Fjodor Tjuttschew.